# Eberhard 3. af Württemberg
 Ikke at forveksle med Eberhard 3. af Württemberg (hertug).
Eberhard 3. af Württemberg (den glade) (f. 1364 – d. 16. maj 1417 i Göppingen), var greve af Wurttemberg fra 1392 til 1417.
Eberhards tid som regent bar præg af fredsbevarende diplomatiske forbindelser til nabolandende. Han lod sin søn Eberhard 4. gifte sig med Henriette af Mömpelgard, og derved gik han Mömpelgard grevskabet, som sønnen arvede efter faren i 1409.
Eberhard blev første gang gift med Antonia Visconti, datter af Bernabò Visconti. Sammen med Antonia fik han tre sønner, Eberhard 4. var den eneste der overlevede sin barndom, Antonia døde i 1405. Året efter i 1406 gifter han sig igen denne gang med Elisabeth af Nürnberg, datter af Johan 3. af Nürnberg. I dette ægteskab blev der født en datter Elisabeth.